# Nawal
Nawal Mlanao dite Nawal, née en 1965 aux Comores, est une auteure-compositrice-interprète comorienne.
Elle chante en comorien, en arabe, en français et en anglais, et joue de la guitare et du gambusi.

## Biographie
Elle est née le 10 avril 1965, à Moroni, capitale des Comores. Elle est descendante de l’aristocratie féodale d’un côté, et d'une famille comorienne symbole de la résistance à la colonisation de l’autre .
Son enfance se déroule dans l'archipel comorien, les « îles de la Lune ». Elle y écoute notamment du rock, avec un voisin devenu ultérieurement chanteur, Maalesh,. C'est aussi, en 1975, la fin de la colonisation. À 11 ans, adolescente, elle rejoint sa mère en France, à Valence, puis est contrainte de revenir aux Comores en 1985, mais découvre alors davantage la richesse culturelle de son pays. Elle se lance  comme artiste sur scène, malgré les réticences fortes de sa famille, chanteuse/compositrice et musicienne. Elle est une des premières femmes chanteuses/compositrices et multi-instrumentistes comoriennes à se produire en public. Elle sort un premier album en 2001, Kweli, un second en 2008, Aman, et un troisième en 2011, Caresse de l'âme ainsi qu'une reprise de "Ces gens-là" de Jacques Brel .
Elle est une des premières femmes chanteuses/compositrices et multi-instrumentistes comoriennes à se produire en public. Elle aime mettre en exergue les richesses culturelles et musicales de son pays natal, aussi bien la dimension arabe qu'africaine, dans les voix, les rythmes et les instruments. Comme instrument, elle aime en particulier utiliser des instruments tels que le gambusi (cet instrument à cordes du Yémen serait selon elle l'un des héritages culturels de l'archipel des Comores en péninsule arabique,), mais aussi le udu, le mbira, etc..